# 皮內成骨

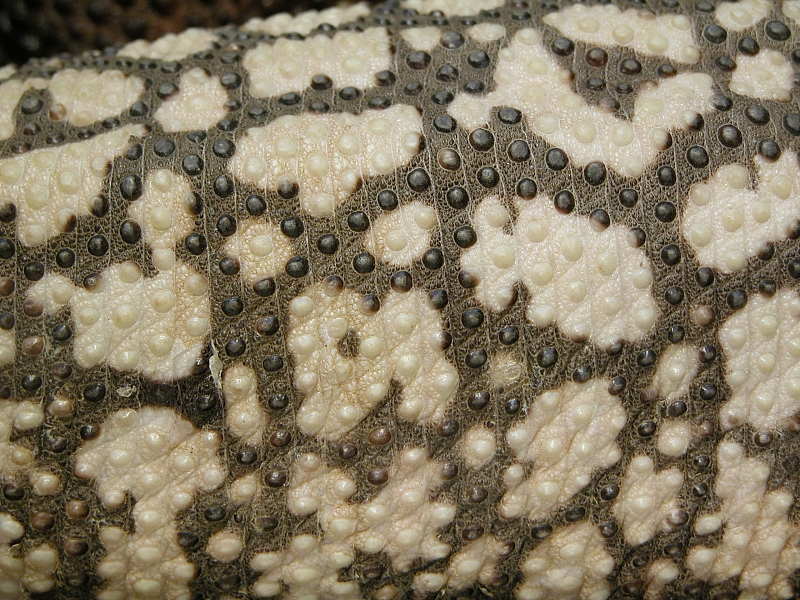
毒蜥屬的皮膚特寫，可以看到分佈的骨質

犰狳屬的骨骼，皮內成骨為在其背部形成了一塊骨盾

皮內成骨（英語：osteoderm）是在真皮下中形成鱗片、板或其他結構的骨性沉積物。 在許多現存和已滅絕的爬行動物和兩棲動物中都發現了皮內成骨，包括蜥蜴类、鱷類、蛙類、各種恐龍（最著名的是裝甲類的甲龍和劍龍）、植龍目、楯齒龍目、魚龍目以及離片椎目動物。
皮內成骨在哺乳動物中並不常見，但在許多異關節總目動物中被發現，如犰狳、已滅絕的雕齒獸和大地懶等。 皮內成骨已在許多不同的動物群系中獨立發展 。犰狳的皮內成骨被認為在皮下真皮組織中發育。皮內成骨被視為相似物（analogues）而非同源（homologues），故不能作為單系群的必要標準。然而，這些結構是從所有種類的羊膜動物共有的鱗甲中衍生出來的，這便是是所謂的深同源性（deep homologues）的一個例子。在許多情況下，皮內成骨可能會起到防禦裝甲的作用。成骨細胞由骨組織組成，並從該生物的胚胎髮育過程中的神經脊細胞衍生而來。
現代鱷類的皮內成骨具有大量血管 ，既可以用作裝甲，也可以用作熱交換器 ，從而使這些大型爬行動物能夠迅速升高或降低溫度。 另一個功能是中和酸中毒，這種酸中毒是由於長時間浸泡在水下而導致血液中二氧化碳的積累所致 。皮内成骨中的鈣和鎂將釋放鹼性離子到血液中，作為防止體液酸化的緩沖劑。